# Insatisfacción local

Ilustración de preferencias que son localmente no saciadas pero no muy monótonas.

La propiedad de la insatisfacción local de las preferencias del consumidor establece que para cualquier paquete de bienes siempre hay otro paquete de bienes arbitrariamente cercano que se prefiere.

## Características
Formalmente, si X es el consumo establecido, entonces para cualquier {\displaystyle x\in X} y cada {\displaystyle \varepsilon >0}, existe un {\displaystyle y\in X} tal que {\displaystyle \|y-x\|\leq \varepsilon } y {\displaystyle y} se prefiere a {\displaystyle x} .
Hay varios aspectos a tener en cuenta:
1. La insatisfacción local está implícita en la monotonicidad de las preferencias. Sin embargo, como lo contrario no es cierto, la no saciedad local es una condición más débil.
2. No hay ningún requisito de que el paquete preferido y contenga más de cualquier bien; por lo tanto, algunos bienes pueden ser "malos" y las preferencias pueden no ser monótonas.
3. Descarta el caso extremo en el que todos los bienes son " malos ", ya que el punto x = 0 sería entonces un punto de felicidad.
4. La insatisfacción local solo puede ocurrir si el conjunto del consumo es ilimitado o abierto (en otras palabras, no es compacto) o si x está en una sección de un conjunto de consumo acotado suficientemente alejado de los extremos. Cerca de los extremos de un conjunto acotado, necesariamente habría un punto de felicidad donde la no saciedad local no se sostiene.

## Aplicaciones de la insatisfacción local
La insatisfacción local se aplica a menudo en la teoría del consumidor, una rama de la microeconomía, como una propiedad importante que a menudo se asume en teoremas y proposiciones. La teoría del consumidor es un estudio de cómo las personas toman decisiones y gastan su dinero en función de sus preferencias y su presupuesto. La insatisfacción local es también un supuesto clave para el primer teorema del bienestar.

### Curva de indiferencia
Una curva de indiferencia es un conjunto de todos los paquetes de productos que proporcionan a los consumidores el mismo nivel de utilidad. La curva de indiferencia se llama así porque al consumidor le sería indiferente elegir cualquiera de estos paquetes. La curva de indiferencia tiene pendiente negativa. Esto se debe a la falta de saciedad. La curva de indiferencia no puede inclinarse hacia arriba porque el consumidor no puede ser indiferente entre dos paquetes de productos básicos si uno contiene más bienes.

### Ley de Walras
La insatisfacción local es un supuesto clave en el teorema de la ley de Walras. La ley de Walras dice que si los consumidores tienen preferencias locales no satisfechas, consumirán todo su presupuesto durante su vida.

### Función de utilidad indirecta
La función de utilidad indirecta es una función de los precios de los productos básicos y de los ingresos o el presupuesto del consumidor. Función de utilidad indirecta v (p, w) donde p es un vector de precios de los productos básicos y w es una cantidad de ingresos. El supuesto importante es que los consumidores tienen preferencias locales no satisfechas. Relacionados con la función de utilidad indirecta están el principio de maximización de la utilidad (UMP) y el principio de minimización del gasto (EMP). La UMP considera a un consumidor que quiere obtener la máxima utilidad dada la riqueza. El EMP considera a un consumidor que quiere encontrar una forma más barata de alcanzar un cierto nivel de utilidad. Tanto en EMP como en UMP se supone que los consumidores tienen preferencias locales no satisfechas.

### Ecuación de Slutski
La ecuación de Slutsky describe la relación entre las demandas de Hicks y Marshall. También muestra la respuesta de la demanda marshalliana a los cambios de precios. Presupone que las preferencias no están satisfechas localmente.'

### Equilibrio competitivo
El mercado está en equilibrio competitivo si no hay monopolios en él. Esto significa que los precios son tales que la demanda es equivalente a la oferta de cada bien. Los consumidores que intentan maximizar su utilidad y los productores que intentan maximizar sus ganancias están satisfechos con lo que obtienen. El equilibrio competitivo no puede existir si los consumidores están saciados, por lo que se supone que no lo están.

### Primer teorema del bienestar
El primer teorema fundamental de la economía del bienestar establece que cualquier equilibrio competitivo en un mercado, donde los consumidores no están satisfechos localmente, es  óptimo de Pareto (cuando ningún cambio puede mejorar la situación de una parte sin empeorar la situación de la otra).